# Superleague Ellada (2018/2019)
Super League 2018/2019 (znana jako Super League Sourotis ze względów sponsorskich) była 83. edycją najwyższej klasy rozgrywkowej piłki nożnej w Grecji.
Brało w niej udział 16 drużyn, które w okresie od 25 sierpnia 2018 do 5 maja 2019 rozegrały 30 kolejek meczów.
Ze względu na reorganizację rozgrywek z ligi spadły bezpośrednio trzy zespoły, zaś czwarty rozegrał baraż o utrzymanie z wicemistrzem Football League.
Obrońcą tytułu była drużyna AEK Ateny. Mistrzostwo po raz trzeci w historii zdobył PAOK.

## Drużyny
| Uczestnicy poprzedniej edycji | Uczestnicy poprzedniej edycji | Uczestnicy poprzedniej edycji | Uczestnicy poprzedniej edycji |
| --- | ----------------------------- | ----------------------------- | ----------------------------- |
| AEK | AEK Ateny                     | Ateny                         | 1                             |
| PAS | PAOK FC                       | Saloniki                      | 2                             |
| OLY | Olympiakos SFP                | Pireus                        | 3                             |
| ATR | PAE Atromitos                 | Ateny                         | 4                             |
| AST | Asteras Tripolis              | Tripoli                       | 5                             |
| XAN | AO Ksanti                     | Ksanti                        | 6                             |
| PNN | Panionios GSS                 | Nea Smirni                    | 7                             |
| PNT | Panetolikos                   | Agrinio                       | 8                             |
| GIA | PAS Janina                    | Janina                        | 9                             |
| LEV | APO Lewadiakos                | Liwadia                       | 10                            |
| PAO | Panathinaikos AO              | Ateny                         | 11                            |
| LAR | AE Larisa                     | Larisa                        | 12                            |
| LAM | PAS Lamia 1964                | Lamia                         | 13                            |
| APS | Apollon Smyrnis               | Ateny                         | 14                            |
| Awans z Football League |                               |                               |                               |
| OFI | OFI 1925                      | Heraklion                     | 1                             |
| ARI | Aris FC                       | Saloniki                      | 2                             |
| Oznaczenia: - kolumna pierwsza – skróty nazw drużyn, - kolumna trzecia – siedziba klubu, - kolumna czwarta – miejsce zajęte w poprzednim sezonie. |                               |                               |                               |

## Tabela
| Lp. | Drużyna             | M  | Z  | R  | P  | B+ | B– | +/– | Pkt | Kwalifikacja lub spadek                       |
| --- | ------------------- | -- | -- | -- | -- | -- | -- | --- | --- | --------------------------------------------- |
| 1   | PAOK (M, P)         | 30 | 26 | 4  | 0  | 66 | 14 | +52 | 80  | Liga Mistrzów UEFA • III runda kwalifikacyjna |
| 2   | Olympiakos          | 30 | 24 | 3  | 3  | 71 | 17 | +54 | 75  | Liga Mistrzów UEFA • II runda kwalifikacyjna  |
| 3   | AEK Ateny           | 30 | 18 | 6  | 6  | 50 | 19 | +31 | 57  | Liga Europy UEFA • III runda kwalifikacyjna   |
| 4   | Atromitos           | 30 | 15 | 7  | 8  | 41 | 28 | +13 | 52  | Liga Europy UEFA • II runda kwalifikacyjna    |
| 5   | Aris                | 30 | 15 | 4  | 11 | 46 | 33 | +13 | 49  | Liga Europy UEFA • II runda kwalifikacyjna    |
| 6   | Panionios           | 30 | 11 | 5  | 14 | 27 | 45 | −18 | 38  |                                               |
| 7   | Lamia               | 30 | 9  | 10 | 11 | 28 | 37 | −9  | 37  |                                               |
| 8   | Panathinaikos       | 30 | 13 | 8  | 9  | 38 | 30 | +8  | 36  |                                               |
| 9   | Panetolikos         | 30 | 10 | 6  | 14 | 34 | 48 | −14 | 36  |                                               |
| 10  | AE Larisa           | 30 | 8  | 10 | 12 | 26 | 34 | −8  | 34  |                                               |
| 11  | Asteras Tripolis    | 30 | 8  | 9  | 13 | 25 | 30 | −5  | 33  |                                               |
| 12  | Ksanti              | 30 | 7  | 11 | 12 | 22 | 34 | −12 | 32  |                                               |
| 13  | OFI (B, O)          | 30 | 7  | 11 | 12 | 30 | 42 | −12 | 32  | baraż o utrzymanie                            |
| 14  | Janina (S)          | 30 | 7  | 6  | 17 | 19 | 38 | −19 | 27  | spadek do Superleague Ellada 2                |
| 15  | Levadiakos (S)      | 30 | 5  | 6  | 19 | 15 | 45 | −30 | 21  | spadek do Superleague Ellada 2                |
| 16  | Apollon Smyrnis (S) | 30 | 2  | 4  | 24 | 11 | 55 | −44 | 10  | spadek do Superleague Ellada 2                |

1. ↑  PAOK rozpoczął ligę z -2 punktami, w ramach kary nałożonej na nich w poprzednim sezonie za przerwanie meczu z AEK w 90. minucie[4].
2. ↑  AEK Ateny odjęto 3 punkty za obraźliwe hasła kibiców i ich zachowanie w meczu 6. kolejki z Olympiakosem[5][6].
3. ↑  Panathinaikos rozpoczął ligę z -6 punktami za brak licencji obowiązujących na sezon 2018/19[7]. 17 kwietnia 2019 został ukarany odjęciem pięciu punktów za incydenty, które miały miejsce w meczu 25. kolejce z Olympiakosem i zakończyły się przerwaniem spotkania w 70. minucie[8][9][10].
Mecze bezpośrednie, punkty: Panathinaikos 6, Panetolikos 0.
4. ↑  Mecze bezpośrednie, punkty: Panathinaikos 6, Panetolikos 0.
5. 1 2  Mecze bezpośrednie, punkty: Ksanti 4, OFI 1.

## Wyniki
| Gospodarz \ Gość | AEK | AEL | APS | ARIS | AST | ATR | LAM | LEV | OFI | OLY | PAO | PNE | PGSS | PAOK | PAS | XAN |
| ---------------- | --- | --- | --- | ---- | --- | --- | --- | --- | --- | --- | --- | --- | ---- | ---- | --- | --- |
| AEK Ateny        |     | 0–1 | 2–1 | 4–0  | 3–0 | 0–2 | 2–0 | 1–0 | 1–0 | 1–1 | 0–0 | 4–0 | 4–0  | 1–1  | 2–0 | 2–0 |
| AE Larisa        | 0–0 |     | 3–0 | 0–0  | 2–1 | 0–1 | 1–2 | 2–0 | 0–0 | 0–3 | 1–3 | 1–0 | 4–2  | 1–1  | 2–0 | 1–1 |
| Apollon Smyrnis  | 0–2 | 0–1 |     | 1–2  | 0–2 | 1–1 | 0–3 | 0–0 | 0–0 | 0–2 | 1–3 | 0–1 | 0–2  | 1–5  | 1–2 | 1–0 |
| Aris             | 2–0 | 2–0 | 5–0 |      | 2–0 | 0–2 | 1–0 | 2–0 | 3–1 | 0–1 | 1–1 | 1–2 | 1–1  | 1–2  | 1–0 | 7–2 |
| Asteras Tripolis | 0–1 | 2–0 | 2–0 | 0–3  |     | 1–1 | 0–0 | 0–0 | 2–1 | 0–2 | 1–1 | 3–0 | 3–0  | 0–3  | 1–0 | 0–1 |
| Atromitos        | 0–1 | 2–0 | 1–0 | 4–2  | 3–2 |     | 1–0 | 1–0 | 0–2 | 1–2 | 2–0 | 2–2 | 3–0  | 1–1  | 1–0 | 0–0 |
| Lamia            | 2–2 | 2–1 | 2–1 | 0–3  | 0–0 | 2–1 |     | 3–2 | 1–1 | 1–3 | 1–0 | 0–2 | 1–0  | 0–1  | 1–1 | 0–0 |
| Levadiakos       | 0–3 | 1–1 | 1–0 | 1–0  | 0–2 | 0–2 | 1–1 |     | 2–1 | 0–2 | 0–0 | 1–0 | 1–2  | 1–2  | 0–2 | 1–2 |
| OFI              | 0–3 | 0–0 | 0–0 | 1–2  | 1–1 | 1–1 | 1–3 | 2–0 |     | 1–0 | 3–1 | 3–0 | 1–1  | 1–3  | 1–0 | 0–0 |
| Olympiakos       | 4–1 | 4–0 | 1–0 | 4–1  | 2–1 | 2–1 | 3–0 | 1–0 | 5–1 |     | 1–1 | 2–1 | 4–0  | 0–1  | 5–0 | 4–0 |
| Panathinaikos    | 0–0 | 1–1 | 5–1 | 2–0  | 1–0 | 1–0 | 3–1 | 3–0 | 1–3 | 0–3 |     | 4–0 | 1–0  | 0–2  | 2–1 | 2–2 |
| Panetolikos      | 2–1 | 2–2 | 2–1 | 1–2  | 1–1 | 1–2 | 2–2 | 2–1 | 2–1 | 0–5 | 0–1 |     | 5–0  | 1–2  | 1–0 | 0–0 |
| Panionios        | 0–2 | 1–0 | 0–1 | 1–0  | 1–0 | 2–2 | 1–0 | 1–1 | 2–2 | 0–1 | 2–0 | 3–0 |      | 0–1  | 2–1 | 1–0 |
| PAOK             | 2–0 | 2–1 | 2–0 | 1–1  | 1–0 | 3–0 | 3–0 | 5–0 | 4–0 | 3–1 | 2–0 | 2–1 | 3–0  |      | 2–1 | 2–0 |
| Janina           | 0–4 | 0–0 | 1–0 | 1–0  | 0–0 | 0–2 | 0–0 | 2–0 | 1–1 | 1–2 | 1–0 | 0–2 | 3–1  | 0–2  |     | 0–0 |
| Ksanti           | 1–3 | 1–0 | 2–0 | 0–1  | 0–0 | 2–1 | 0–0 | 0–1 | 3–0 | 1–1 | 0–1 | 1–1 | 0–1  | 1–2  | 2–1 |     |

1. ↑  Mecz 25. kolejki (17 mar) między Panathinaikos a Olympiakos został zweryfikowany jako walkower 0-3[10] dla Olympiakos. Wynik na boisku 0:1.

## Baraż o Super League
OFI wygrał 3-2 baraż w dwumeczu z wicemistrzem Football League Platanias o miejsce w Superleague Ellada na sezon 2019/2020.
| 19 maja 2019 | Platanias | 0:0   | OFI |                                                                            |
| 20:30        |           | (0:0) |     | Stadion Miejski w Perivolii, Chania Widzów: 2700 Sędzia: Athanasios Tzilos |

| 22 maja 2019 | OFI                                                         | 3:2   | Platanias                                            |                                                                                                   |
| 18:00        | Juan Neira 11' (k) · Jorgos Jakumakis 70' · Adil Nabi 90+6' | (1:1) | 42' Konstantinos Tsamouris · 90+2' Janis Papanikolau | Stadion im. Teodora Wardinogiánesa w Heraklionie, Heraklion Widzów: 6500 Sędzia: Georgios Kominis |

## Najlepsi strzelcy
| Bramki | Strzelcy            | Drużyna                |
| ------ | ------------------- | ---------------------- |
| 19     | Eftimis Kuluris     | Atromitos              |
| 16     | Ezequiel Ponce      | AEK Ateny              |
| 12     | Kostas Fortunis     | Olympiakos             |
| 11     | Ahmed Hassan        | Olympiakos             |
| 10     | Jeorjos Masuras     | Panionios / Olympiakos |
| 10     | Federico Macheda    | Panathinaikos          |
| 10     | Mateo García        | Aris                   |
| 9      | Aleksandar Prijović | PAOK                   |
| 9      | Hamza Younés        | Aris                   |
| 9      | Jerónimo Barrales   | Lamia                  |

Źródło: .

## Stadiony
| AEK Ateny Panathinaikos |
| ----------------------- |
| Stadion Olimpijski      |
| Pojemność: 69 618       |
|                         |

| AE Larisa         |
| ----------------- |
| AEL FC Arena      |
| Pojemność: 16 118 |
|                   |

| Apollon Smyrnis               |
| ----------------------------- |
| Stadion im. Jeorjosa Kamarasa |
| Pojemność: 14 200             |
|                               |

| Aris                              |
| --------------------------------- |
| Stadion im. Kleantisa Wikielidisa |
| Pojemność: 22 800                 |
|                                   |

| Asteras Tripolis                    |
| ----------------------------------- |
| Stadion im. Teodorosa Kolokotronisa |
| Pojemność: 7442                     |
|                                     |

| Atromitos         |
| ----------------- |
| Stadion Peristeri |
| Pojemność: 10 050 |
|                   |

| Lamia                          |
| ------------------------------ |
| Stadion im. Atanasiosa Diakosa |
| Pojemność: 5500                |
|                                |

| Levadiakos      |
| --------------- |
| Stadion Levadia |
| Pojemność: 5915 |
|                 |

| OFI                                |
| ---------------------------------- |
| Stadion im. Teodora Wardinogiánesa |
| Pojemność: 9088                    |
|                                    |

| Olympiakos                        |
| --------------------------------- |
| Stadion im. Jeorjosa Karaiskakisa |
| Pojemność: 32 115                 |
|                                   |

| Panetolikos         |
| ------------------- |
| Stadion Panetolikos |
| Pojemność: 7321     |
|                     |

| Panionios          |
| ------------------ |
| Stadion Nea Smirni |
| Pojemność: 11 700  |
|                    |

| PAOK              |
| ----------------- |
| Stadion Tumba     |
| Pojemność: 28 703 |
|                   |

| Janina            |
| ----------------- |
| Stadion Zosimades |
| Pojemność: 7652   |
|                   |

| Ksanti          |
| --------------- |
| Xanthi FC Arena |
| Pojemność: 7244 |
|                 |

Źródło: .